# Dongducheon
Dongducheon è una città della provincia del Gyeonggi, in Corea del Sud. Situata a nord di Seul, è strategicamente importante per la difesa della capitale coreana infatti si trova una base militare dell'esercito americano  .

## Geografia fisica
La città sorge in un territorio collinare/montuoso, ai piedi del monte Soyo. Ad est, una catena montuosa culminante nel monte Wangbangsan la separa dal territorio della città di Pongcheon; a nord-ovest, la fascia montuosa la separa dalla pianura fluviale che conduce al confine con la Corea del Nord, a poche decine di km dalla città.

## Storia
Durante il Goguryeo, la dinastia si insediava nella penisola coreana e Dongducheon diventò parte del Goguryeo come parte dei naeulmae hyun (sorta di antichi villaggi). Successivamente Dongducheon entrò a far parte del villaggio di Sacheon nel Regno di Silla, durante il periodo degli stati del Nord e del Sud. Durante il Goryeo, fece parte dello Yangju. Nel 1963, fu costruita la città di Tongducheon, che nel 1981 diventò Dongducheon.

## Festival
Dal 1999, Dongducheon ha organizzato ogni anno il "Dongducheon Rock Festival", uno dei più grandi festival rock in Corea del Sud.

## Istruzione
Esistono 38 scuole elementari, 15 scuole medie, 10 scuole superiori e un'università.